# Weare (New Hampshire)
Pour les articles homonymes, voir Weare.
Weare est une municipalité américaine située dans le comté de Hillsborough au New Hampshire. Selon le recensement de 2010, sa population est de 8 785 habitants.

## Géographie
La municipalité s'étend sur 59,88 milles carrés (155,09 km2), dont 1,05 milles carrés (2,72 km2) d'étendues d'eau.

## Histoire
La localité est fondée vers 1735 par des soldats des guerres canadiennes. Appelée Beverly-Canada, Halestown, Robiestown puis Wearestown, elle devient une municipalité en 1764. Elle est nommée en l'honneur de Meshech Weare, juge en chef et premier président du New Hampshire,.

## Démographie
La population de Weare est estimée à 8 915 habitants au 1er juillet 2016.
Le revenu par habitant était en moyenne de 37 077 dollars par an entre 2012 et 2016, au-dessus de la moyenne du New Hampshire (35 264 dollars) et de la moyenne nationale (29 829 dollars). Sur cette même période, 4,0 % des habitants de Weare vivaient sous le seuil de pauvreté (contre 7,3 % dans l'État et 12,7 % à l'échelle des États-Unis).